# Phyllodonta caninata
Phyllodonta caninata là một loài bướm đêm trong họ Geometridae.